# Хашем ибн Абдалла
Хашем ибн Абдалла  (араб. هاشم بن عبد الله‎; род. 30 января 2005, Амман) — принц Иордании, младший сын короля Абдаллы II и королевы Рании.      

## Биография
Принц Хашем ибн Абдалла родился 30 января 2005 года в Аммане в семье короля Абдаллы II и королевы Рании.  У него есть старший брат, кронпринц Хусейн (род. 1994) и две старшие сестры, принцессы Иман (род. 1996) и Сальма (род. 2000).
В сентябре 2021 года Хашем ибн Абдалла был зачислен в Вооруженные силы Иордании в звании второго лейтенанта. 
В мае 2023 года Хашем ибн Абдалла закончил Королевскую академию в Мадабе.